# Пауль Герхардт

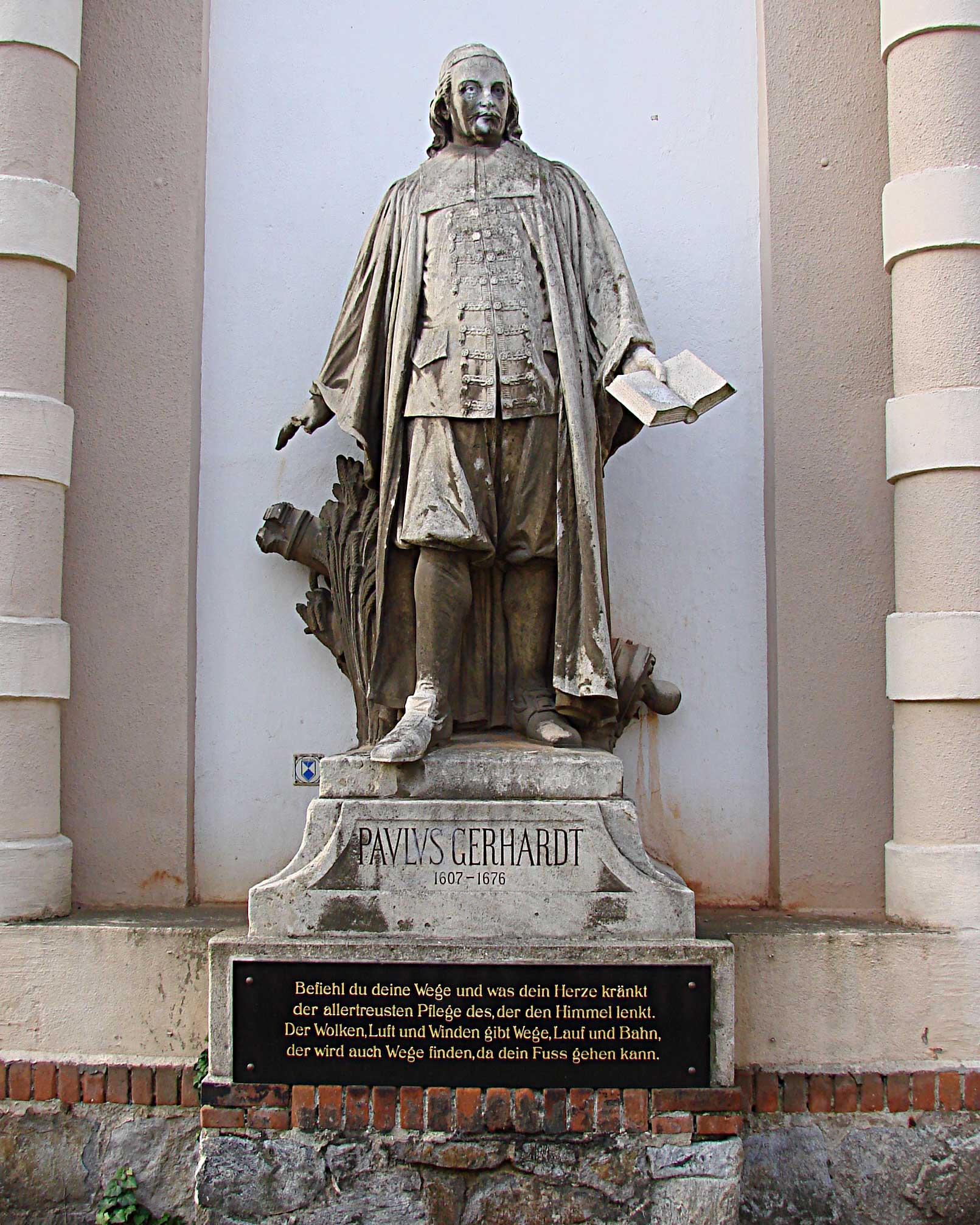
Пам'ятник Паулю Герхардту в його рідному місті

Пауль Герхардт (нім. Paul Gerhardt; 12 березня 1607, Грефенгайніхен, Саксонія — 27 травня 1676, Люббен, Бранденбург) — німецький  лютеранський теолог. Поряд з  Мартіном Лютером є одним з найвизначніших авторів текстів для духовних лютеранських співів.

## Біографія
Батько Пауля Герхардта був досить значимою особою в місті (його навіть обрали одним з трьох бургомістрів). Але труднощі  Тридцятилітньої війни не оминули сім'ю Герхардта. Він досить рано втратив обох батьків. Упродовж 1622–1627 роках він навчався у школі  Св. Августина в місті Грімма, де отримав солідну гуманітарну освіту. З 1628 року вивчав теологію ув Віттенбергському університеті. В 1643 році став домашнім учителем у Берліні. Приблизно тоді ж Герхардт почав писати вірші, які повинні були вселяти мужність і надію в людей, що страждали від Тридцятилітньої війни. У Берліні він зблизився з кантором церкви Св. Миколая  Йоганном Крюгером. Крюгер був видавцем збірки духовних співів «Praxis Pietatis Melica» (кілька видань), до якої увійшли і тексти Пауля Герхардта.

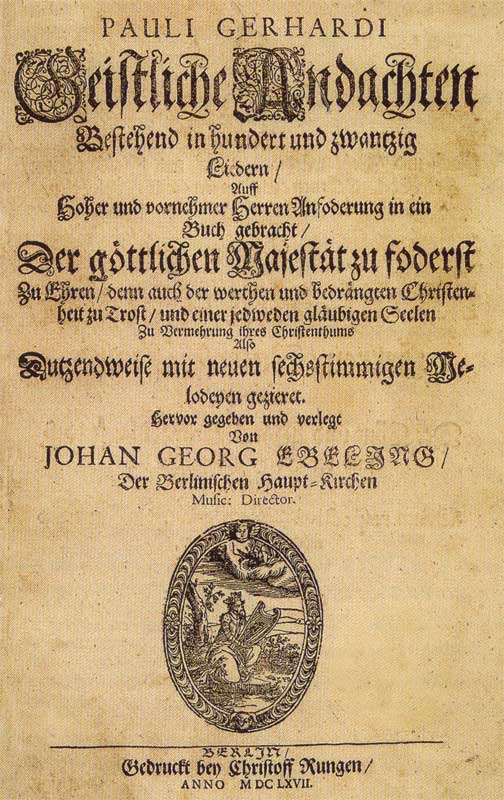
Пауль Герхардт. Духовні піснеспіви, 1667

З 1651 року Герхардт був настоятелем у Міттенвальді, в 1657–1667 роках — дияконом у церкві Св. Миколая в Берліні. Посаду диякона він втратив через відмову підписати едикт толерантності Великого курфюрста, ідейного кальвініста, тому що цей едикт був неприйнятний з точки зору лютеран. У тому ж році Йоганн Георг Ебелінг, наступник Крюгера на посаді кантора церкви Св. Миколая, здійснив повне видання співів Герхардта. З 1669 року і до кінця життя Пауль Герхардт був архідияконом церкви Св. Миколая у Люббені.

## Творчість
Негаразди Тридцятилітньої війни наклали свій відбиток на творчість Пауля Герхардта, який намагався стверджувати в своїх віршах терпіння, довіру і надію. При цьому в його текстах відобразився перехід від об'єктивного до суб'єктивного, від спільної молитви до особистих звернень Богові. Багато його пісень стали народними; деякі тексти використовував у своїх творах Йоганн Себастьян Бах. В епоху Просвітництва творчість Герхардта цінувалась менше, відродження інтересу до нього пов'язане з періодом романтизму. Сьогодні твори лютеранського поета перекладено багатьма мовами світу і використовуються в католицькій і реформатській церквах.
Найвідоміші вірші Герхарда, що стали лютеранськими хоралами:
- О, дух мій, окрились (Wach auf, mein Herz 1650)
- Як не співати мені гімнів Богу (Sollt ich meinem Gott nicht singen? 1650)
- До тебе лине пісня моя (Ich singe dir mit, 1653)
- Допоки Христос зі мною (Ist Gott fur mich, 1653)
- Я лише гість в земнім житті (Ich bin ein Gast auf Erden, 1666)

## Визнання

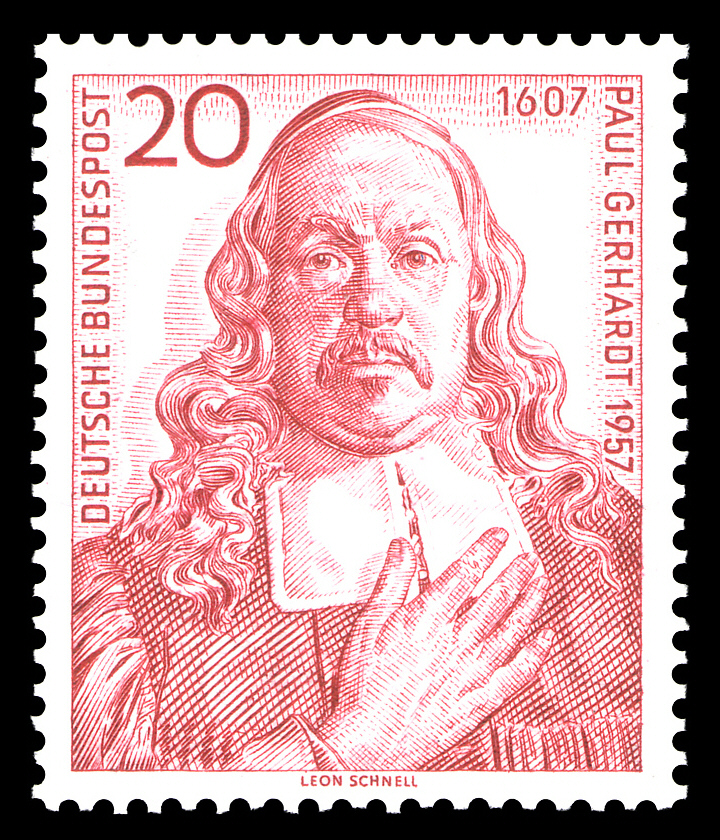
П. Герхардт на поштовій марці ФРН 1957 року

Чотирьохсотліття з дня народження Герхардта широко відзначалося в Німеччині. Також його було зображено на поштовій марці ФРН 1957 року.